# Georgi Dimitrov

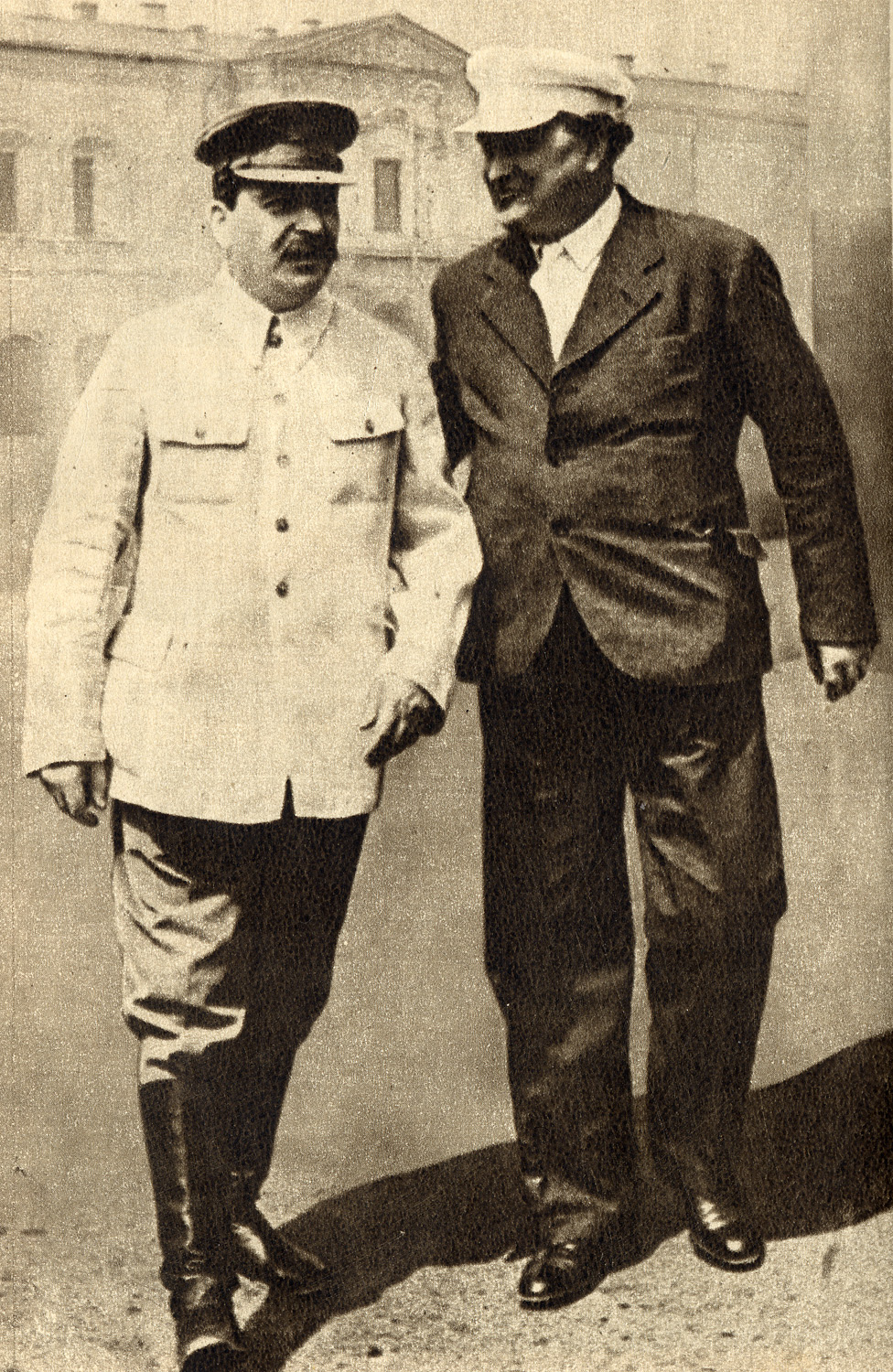
Josef Stalin och Georgi Michajlov, 1936.

Georgi Dimitrov Michajlov (bulgariska: Георги Димитров Михайлов), född 18 juni 1882 i Kovatjevtsi, Furstendömet Bulgarien, död 2 juli 1949 i Barvicha utanför Moskva, Sovjetunionen, var en bulgarisk kommunistisk politiker och teoretiker av makedonsk härkomst. Han var generalsekreterare för Komintern 1935–1943 samt Folkrepubliken Bulgariens grundare och premiärminister 1946–1949.

## Biografi
Dimitrov var typograf till yrket och var med vid grundandet av Bulgariens kommunistiska parti (BKP) 1919. Han verkade inom fackföreningsrörelsen i Sofia tills den fascistiska statskuppen i landet 1923, då Dimitrov dömdes till döden in absentia och tvingades i exil i Sovjetunionen. År 1929 valdes han till chef för Kominterns europeiska sektion, och flyttade till Berlin. I Tyskland åtalades han 1933 för riksdagshusbranden, men blev frikänd efter ett skickligt och agitatoriskt effektfullt försvar.
Åren 1935–1943 var Dimitrov Kominterns generalsekreterare. Efter att Röda armén erövrat Bulgarien 1944 återvände Dimitrov till hemlandet, där han övertog ledningen av BKP och blev premiärminister. Han var Folkrepubliken Bulgariens grundare, samt dess premiärminister från 1946 fram till sin död 1949.
Efter sin död blev han känd för att han använde begreppen enhetsfront och folkfront när kommunisterna i Europa på 1930-talet började söka samarbete med socialdemokrater och andra partier i kampen mot fascismen, något som inte alls var självklart eftersom kommunister och socialdemokrater i Tyskland och andra länder tidigare bekämpat varandra.

## Utmärkelser
Asteroiden 2371 Dimitrov är uppkallad efter honom.

### Utgivet på svenska
- Arbetarklassen mot fascismen. Stockholm: Arbetarkultur. 1935.
- Dokument, brev och anteckningar från tiden för fängelsevistelsen och Leipzig-processen. Stockholm: Arbetarkultur. 1936.
- Folkfronten för kamp mot fascismen och kriget. Stockholm: Arbetarkultur. 1937.
- Spaniens arbetare kräver internationell enhet: Lärdomarna från Almeria. Stockholm: Arbetarkultur. 1937.
- Det spanska folkets hjältemodiga kamp. Stockholm: Arbetarkultur. 1938.
- Det internationella proletariatets och folkets enhetsfront mot fascismen: Efter sammansvärjningen i München. Stockholm: Arbetarkultur. 1939.
- Enhetens och folkfrontens problem: tal och artiklar. Stockholm: Arbetarkultur. 1939.
- Kriget och arbetarklassen i de imperialistiska länderna. Stockholm: Arbetarkultur. 1939.
- Socialismens land och det internationella proletariatets kamp. Stockholm: Arbetarkultur. 1939.
- Kampen mot det imperialistiska kriget. Stockholm: Arbetarkultur. 1940.
- Stalin och det internationella proletariatet. Stockholm: Arbetarkultur. 1940.
- Om fackföreningarna. Göteborg: Clarté. 1971.